# Blue (álbum de LeAnn Rimes)
Blue é um álbum de LeAnn Rimes, lançado em 1996.